# Anja Spasojević
Anja Spasojević (4 de julio de 1983) es una jugadora profesional de voleibol serbia, juega de posición receptora. 

## Palmarés

### Clubes
Copa de Serbia y Montenegro:
- 2002

Campeonato de Serbia y Montenegro:
- 2002, 2003, 2004

Liga de Campeones:
- 2005, 2012

Supercopa de Italia:
- 2005

Copa Top Teams:
- 2006

Copa CEV:
- 2007, 2009

Copa de Suiza:
- 2008

Campeonato de Suiza:
- 2008

Campeonato de Turquía:
- 2009

Copa de Francia:
- 2011, 2012

Campeonato de Francia:
- 2011, 2012

### Selección nacional
Campeonato Mundial:
- 2006

Campeonato Europeo:
- 2007